# Catonella
Catonella è un genere di batterio appartenente alla famiglia delle Lachnospiraceae.